# 楊燕飛
楊燕飛（1910年—1997年12月27日），臺灣臺南人，臺灣大學醫學院附設醫院眼科醫師、臺大醫學院教授，在臺灣戰後初期1950年代投入砂眼調查與防範、治療。

## 生平

### 進入醫界
楊燕飛1910年生於臺南，1932年畢業於台北醫學專門學校，隔年赴廣東省博愛會醫院眼科服務，二次大戰期間被關入集中營。後來有一段時間，同事發現楊燕飛在服鎮定劑。
1946年，楊燕飛回臺灣，先至臺中醫院任眼科主任，後來到台灣大學醫學院，並在1947年8月升任教授。學生回憶，楊燕飛每次教課前必定在上課五分鐘前就抵達教室，教學恩威並施，會大罵學生，也會替他們爭取名校、兼職。1950年6月，楊燕飛受台大校長傅斯年校長之請，接替胡鑫麟出任台大醫學院眼科主任後，每周舉行學術期刊討論會，要眾人選讀優秀、新出的國際醫學雜誌文章。楊燕飛對病人則熱忱而親切，認為沒必要不要開刀，告誡學生說「開刀是邪道」。

### 砂眼防治
身為臺大醫學院第一屆畢業生的陳振武回憶，早年臺灣多使用地下水、海邊風砂刺激，造成西南部沿海的民眾易被沙眼的接觸傳染。1953年，楊燕飛以台灣省砂眼防治顧問委員會顧問身分，率領陳振武、施振坤、沈廣文到高雄縣沿海一帶視察後，發現沙眼問題在南部沿海地區極為嚴重。該年，臺灣砂眼罹患率高達82.69％，是臺灣人失明主因。
學生洪伯廷回憶，楊教授用美國海軍研究實驗室對臺灣的醫學援助，在砂眼病原體、腺病毒皆有研究，也對臺灣成年糖尿病患者失明原因進行調查。1958年10月，美國海軍第二醫學研究所J. T. Grayston與楊燕飛、王三聘等展開砂眼病原體疫苗研發，先在楊燕飛協助下用臺灣獼猴作實驗，再對台北盲啞學校、台北國防醫學院學生進行人體實驗，於1959年末研發成功。
1960年，楊燕飛創辦眼科醫學會，擔任第一屆創會理事長。在臺大醫院眼科支援下，1962年台灣省衛生處成立砂眼防治中心，針對流行率高的地區以地毯式給藥。楊燕飛發起全臺灣中、小學生，都要接受砂眼檢查和治療。1963年，砂眼防治中心從美國海軍醫藥中心獲得這批新發明的砂眼疫苗，先選定台中縣、台中市、南投縣、雲林縣、嘉義縣等廿四個國校接種。臺灣砂眼罹患率從1950年73.35%，至1968年降到3.4%。終至1971年，世界衛生組織解除臺灣為砂眼疫區。

### 退休生活
1981年楊燕飛屆齡退休後，被台灣大學聘為名譽教授。1985年，楊燕飛至宜蘭縣羅東博愛醫院支援眼科，建立醫療合作關係。
1990年4月5日，楊燕飛妻子許貞惠因心臟病逝世。
楊燕飛兒子楊英正回憶，父親曾帶他到醫學院及捐人體解剖墓地，對人形骨骼標本及先人致意，並不只一次告訴他要捐作人體解剖。楊燕飛曾在臺大醫院心臟內科病房，對醫師訴說自己的過去，也告訴說要捐出遺體。1997年
8月17日，臺大醫院眼科部慶祝成立百週年，自楊燕飛、洪伯廷、侯平康、到柯良時，歷任主任都出席活動。12月27日上午，楊燕飛因胰臟癌合併多重器官衰竭，病逝於臺大醫院。遺體供學生進行大體解剖實習後火化，安置在新北市烏來的靈骨塔。楊燕飛為繼解剖學科教授蔡滋浬後，第二位捐出遺體的臺大醫學院教授。